# Uzeste
Uzeste település Franciaországban, Gironde megyében. Lakosainak száma 467 fő (2022. január 1.). Uzeste Le Nizan, Lignan-de-Bazas, Noaillan, Pompéjac, Préchac és Villandraut községekkel határos.

## Népesség
A település népessége az elmúlt években az alábbi módon változott:
| Lakosok száma | 445  | 410  | 351  | 440  | 397  | 387  | 430  | 459  | 466  | 467  |
|               | 1968 | 1982 | 1990 | 2006 | 2013 | 2015 | 2017 | 2019 | 2020 | 2022 |